# Trivirostra tryphaenae
Trivirostra tryphaenae is een slakkensoort uit de familie van de Triviidae. De wetenschappelijke naam van de soort is voor het eerst geldig gepubliceerd in 1998 door Fehse.